# Julie Derron
Julie Derron (Zúrich, 10 de septiembre de 1996) es una deportista suiza que compite en triatlón.
Participó en los Juegos Olímpicos de París 2024, obteniendo una medalla de plata en la prueba individual.
Ganó dos medallas en el Campeonato Mundial de Triatlón por Relevos Mixtos, en los años 2023 y 2024, dos medallas en el Campeonato Europeo de Triatlón, oro en 2021 y bronce en 2022, y una medalla de oro en el Campeonato Europeo de Triatlón de Velocidad de 2019.

## Palmarés internacional
| Juegos Olímpicos                      | Juegos Olímpicos    | Juegos Olímpicos  | Juegos Olímpicos |
| Año                                   | Lugar               | Medalla           | Prueba           |
| ------------------------------------- | ------------------- | ----------------- | ---------------- |
| 2024                                  | París (Francia)     | Medalla de plata  | Individual       |
| Campeonato Mundial por Relevos Mixtos |                     |                   |                  |
| Año                                   | Lugar               | Medalla           | Prueba           |
| 2023                                  | Hamburgo (Alemania) | Medalla de bronce | Relevo mixto     |
| 2024                                  | Hamburgo (Alemania) | Medalla de plata  | Relevo mixto     |
| Campeonato Europeo                    |                     |                   |                  |
| Año                                   | Lugar               | Medalla           | Prueba           |
| 2021                                  | Valencia (España)   | Medalla de oro    | Individual       |
| 2022                                  | Múnich (Alemania)   | Medalla de bronce | Relevo mixto     |

| Campeonato Europeo | Campeonato Europeo | Campeonato Europeo | Campeonato Europeo |
| Año                | Lugar              | Medalla            | Prueba             |
| ------------------ | ------------------ | ------------------ | ------------------ |
| 2019               | Kazán (Rusia)      | Medalla de oro     | Individual         |